# Daryl Bultor
 (août 2021).
Si vous disposez d'ouvrages ou d'articles de référence ou si vous connaissez des sites web de qualité traitant du thème abordé ici, merci de compléter l'article en donnant les références utiles à sa vérifiabilité et en les liant à la section « Notes et références ».
Daryl Bultor, né le 17 novembre 1995 à Basse-Terre en Guadeloupe, est un volleyeur français. Il joue depuis 2023 à l'Association Sportive Illacaise Volley et devient avec l'équipe de France, champion olympique lors des Jeux d'été de Tokyo en 2021.

## Biographie
Daryl Bultor rejoint en 2020 le Tourcoing-Lille Métropole Volley-Ball.
Initialement sélectionné pour la première phase de la Ligue des nations 2022, Bultor se blesse au dos durant un entraînement et est contraint de déclarer forfait pour cette compétition. Moussé Gueye prend sa place dans la sélection française. En août, en préparation du championnat du monde, il subit une déchirure musculaire à l'épaule droite, ce qui le contraint à renoncer à y participer.
Il rejoint en 2023 l'AS Illac mais sera écarté en 2024.

### Parcours en club
- 2012-2014 : Centre national de volley-ball
- 2014-2018 : Montpellier VUC
- 2018-2020 : Arago de Sète
- 2020-2022 : Tourcoing-Lille Métropole Volley-Ball
- 2023-2024 : Association Sportive Illacaise Volley

## Palmarès

### En sélection nationale
- Jeux olympiques (1)
  -  : 2020
- Ligue des nations
  -  : 2018
  -  : 2021
- Ligue mondiale (1)
  -  : 2017
- Championnat d'Europe des moins de 21 ans
  -  : 2014

## Décorations
- Chevalier de la Légion d'honneur (2021)[5]